# تارودانت
تارودانت یکی از شهرهای کشور مراکش است.
این شهر در استان سوس واقع شده و در سال ۲۰۰۴ میلادی ۶۹٫۴۸۹ نفر جمعیت داشت.
تاریخ این شهر به روزگار فنیقیان می‌رسد.